# Fasciculiporoides
Fasciculiporoides is een monotypisch mosdiertjesgeslacht uit de orde Cyclostomatida waarvan de plaatsing in een familie nog onzeker is.

## Soort
- Fasciculiporoides americana (d'Orbigny, 1842)